# Hemopsis
Hemopsis és un gènere d'arnes de la família Crambidae.

## Taxonomia
- Hemopsis angustalis (Snellen, 1890)
- Hemopsis dissipatalis (Lederer, 1863)